# CompactPCI
Els sistemes CompactPCI (CPCI) són computadors industrials basats en l'estàndard 3U (100mm x 160mm) o 6U (233.35mm x 160mm) de Eurocard, on totes les targetes estan connectades mitjançant un backplane passiu. CompactPCI és una especificació oberta mantinguda per la PCIMG i el seu disseny està basat en l'arquitectura PCI. El disseny del connector mètric és una de les característiques més importants d'aquesta arquitectura. El disseny d'aquest connector també permet que CPCI es pugui utilitzar en ambients amb grans interferències magnètiques. CPCI permet la funcionalitat de substitució en calent (Hot Swap). L'última versió alliberada de l'estàndard es coneix com a PICMG 2.20 Rev1.0.